# Пшчина
Пшчѝна (на полски: Pszczyna; на немски: Pless, Pleß; на чешки: Pštína, Blština, Blščina) е град в Южна Полша, Силезко войводство. Административен център е на Пшчински окръг, както и на градско-селската Пшчинска община. Заема площ от 22,49 км2.

## История
Градът е бил столица на Княжество Плес
В града се намриа Пшечинският дворец.

## Население
Според данни от полската Централна статистическа служба, към 1 януари 2014 г. населението на града възлиза на 25 999 души, а гъстотата е 1 156 души/км2.
Към 31 декември 2023 г. населението на селото е 23 237 души.

## Галерия
- Пшечинският дворец
- Пшечинският дворец
- Герб на дворцовата фасада
- Помещение в двореца
- Коридорът в двореца
- Интериорът в двореца
- Пшечинският дворец с дворцовата градина
- Дворцовият парк
- Дворцовият парк

- Изгледи от града
- Надпис на еврейското гробище в града
- Мемориална пейка на принцеса Дейзи Пшчинска
- Масов гроб на полски войници, паднали в битката при Пшчина, и на полски доброволци и цивилни защитници, убити от нацистките германци през септември 1939 г.
- Пазарният площад в града
- Кметството
- Исторически кладенец на централния площад
- Дворец „Лудвикувка“ в Пшчина
- Църквата „Вси светии“
- Алея в градския парк
- Железопътната гара